# Gazeta de Notícias

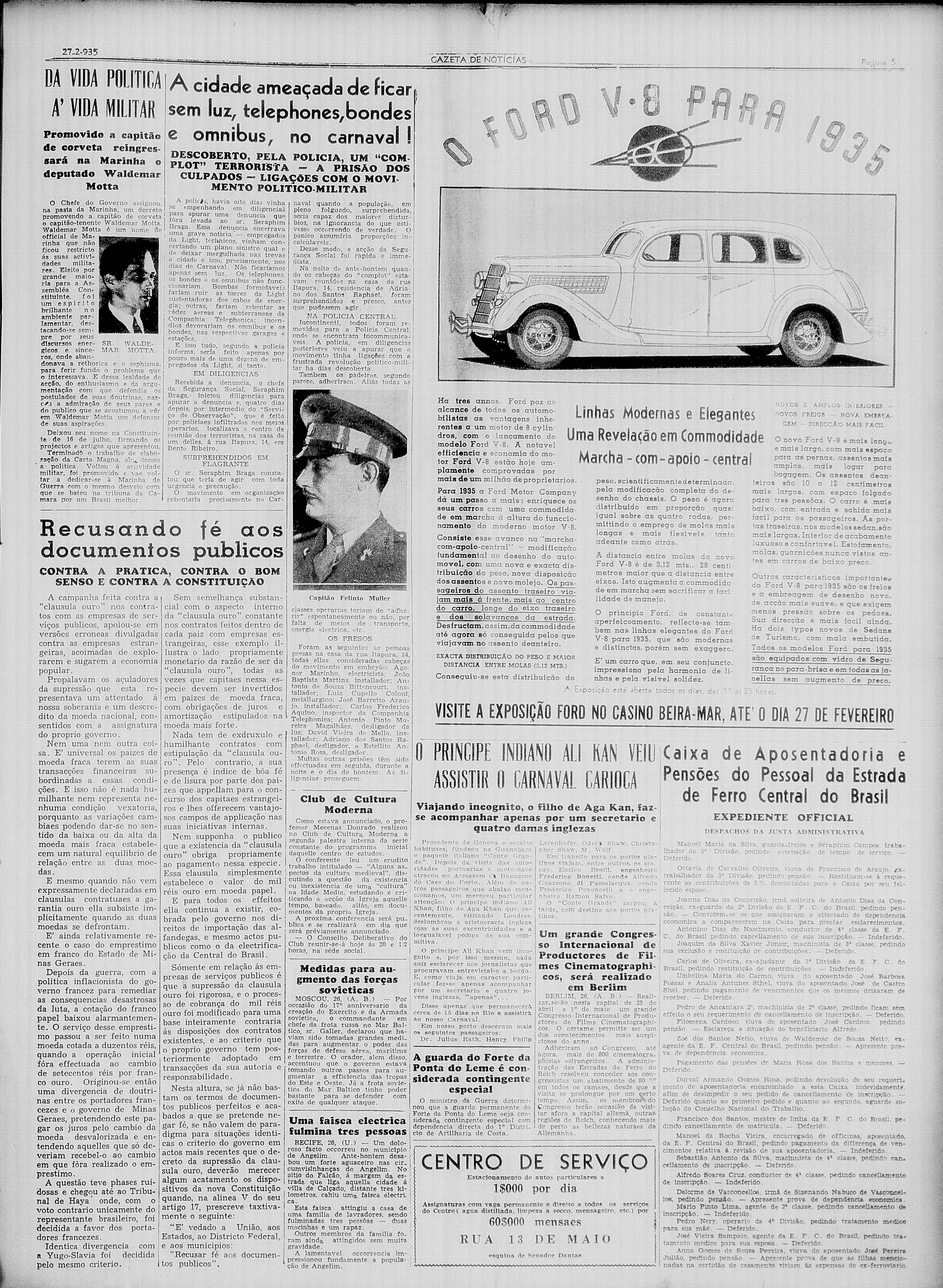
Página de Gazeta de Notícias del 27 de febrero de 1935.

La Gazeta de Noticias fue un periódico publicado en Río de Janeiro, Brasil, desde el último cuarto del siglo XIX hasta 1942.
Fundado por Manuel Carneiro, Ferreira de Araújo y Elísio Mendes, circuló a partir de agosto de 1875. Innovador en su tiempo, abrió un espacio para la literatura (que publicaba en folletines) y debatía los grandes temas nacionales. Antimonárquico y abolicionista, fue en sus páginas donde José do Patrocínio (seudónimo de Prudhome) inició su campaña por la abolición de la esclavitud (1879). Machado de Assis, Capistrano de Abreu, y los portugueses Eça de Queiróz y Ramalho Ortigão, entre otros, también escribieron en sus páginas.
- Datos: Q3099749
- Multimedia: Gazeta de Notícias / Q3099749